# Aparecida de Goiânia
Aparecida de Goiânia este un oraș în Goiás (GO), Brazilia. 